# اوپالاگالا
اوپالاگالا (به لاتین: Opalagala) یک منطقهٔ مسکونی در سری‌لانکا است که در استان مرکزی (سری‌لانکا) واقع شده‌است.